# Mesochorus ecuadorensis
Mesochorus ecuadorensis là một loài tò vò trong họ Ichneumonidae.